# Château de Foulletorte
Le château de Foulletorte, situé à 2 km de Saint-Georges-sur-Erve en Mayenne, est une demeure des XVIe siècle et XVIIe siècle construite sur l'emplacement d'un édifice féodal établi sur une motte cernée de fossés, situé au bord d'un étang traversé par la rivière l'Erve.
- Monument historique : inscription par arrêté du 2 janvier 1929 (à l'exception des parties classées). Façades, toitures, escalier d'honneur avec ses loggias classés en 1974.
- Le château actuel est constitué de deux corps de logis, bâtis à angle droit, en pierre de taille de granit. La galerie qui occupait le côté gauche de la cour, ainsi que la chapelle dite de Royault ont disparu.

## Origine
Le château actuel, construit sur l'emplacement d'un ancien château fort, date de 1570 environ, comme l'indique son style. C'est un des plus beaux châteaux de cette époque conservés en Mayenne. Il n'est pas comparable pour la richesse de l'ornementation, avec la galerie de style Renaissance du château du Rocher, ou d'autres édifices d'une autre époque, mais pour la majesté de l'ensemble, pour l'ampleur des lignes, Foulletorte est d'une grande beauté (Abbé Angot).
- À peine construit, le château fut le théâtre de faits d'armes :
  - En 1571, il est occupé par René Bourré, seigneur de Jarzé, à qui les habitants de Villaines viennent se recommander.
  - En 1590 Antoine de Vassé y est assiégé, par l'ordre du roi et du prince de Conti, par René de Bouillé[1].
- Au mois de février 1795, un parti de chouans occupait le château. Le 16 ventôse an III, "le général Gency ordonne au commandant du cantonnement d'Évron de fouiller le château de Foulletorte, repaire de brigands, et un de leurs arsenaux".

## Architecture
Le pavillon en loggia qui occupe le milieu de la façade, où l'on accède par une double montée et dans lequel se développe l'escalier d'honneur, ne manque pas de richesse avec ses deux entablements soutenus de colonnes. La corniche saillante à modillons qui se profile tout autour de ces immenses corps de logis, surmontée de lucarnes cintrées ou à meneaux avec frontons triangulaires ornés de vases, forme une ligne saillante et dentelée d'un heureux effet. Il se peut que les circonstances critiques dans lesquelles le château a été construit aient décidé Antoine de Vassé à rechercher la solidité plutôt que l'élégance et fait sacrifier des jours et des ornements. Ce serait la cause de ce que Léon Palustre appelle des masses mal étudiées et une ornementation à la fois pleine de lourdeur et de pauvreté.

Les douves, dans lesquelles on détourna le cours de l'Erve, sont remarquablement larges et profondes.
Le château est, en 1643, qualifié de maison forte, avec cour fermée de murs, tours, douves, fossés, pont-levis ; on y signale une motte pareillement entourée de douves et fossés, et le bois des Haies, de 100 journaux.
La chapelle, dite de Royault ou des Trois-Rois, datant au moins du XVe siècle, était dotée de "dîmes de grains et autres choses inféodées". Dans la construction d'une maison située sur le bord de la route, on a remployé une pierre provenant, dit-on, de cette chapelle et sculptée d'un écusson parti à dextre aux armes de Vassé, à senestre d'une bande accompagnée en chef d'un croissant, en pointe d'un oiseau. Un bénitier en granit gît au pied du mur.
Parmi les chapelains :
- René de Vassé, †1572
- Christophe de Vassé, fils d'Antoine de Vassé, 1578
- Louis-François de Vassé, chanoine de Paris, demeurant au cloître de Notre-Dame, 1656, démissionnaire, 1683
- André Serveau, d'Évron, 1723, †1729
- Charles de l'Île-du-Gast, docteur de Sorbonne, chanoine de Chartres, prieur de Notre-Dame de Rahard, 1730, 1747.

## Les seigneurs et propriétaires de Foulletorte

La famille de Vassé portait d'or à 3 fasces d'azur

Du XIVe siècle au début du XVIIIe siècle le château appartint à la famille de Vassé.
- Fin du XIe siècle : Robert de Folletorte
- 1168 Guillaume de Foulletorte est témoin d'un don fait par Guillaume de Sillé à l'abbaye de Savigny.
- 1250 Guillaume de Foulletorte figure pour un acte analogue au cartulaire de Champagne.

### Famille de Vassé
- 1314 Jean de Vassé, puis famille de Neuville.
- 1387 Guillaume de Vassé, fils puîné de Jean de Vassé et de Peronnelle Le Voyer.
- 18 mai 1450 Jean de Vassé, curateur de Groignet de Vassé, son cousin ; 1452 témoin pour Jean de Mathefelon, son neveu ; 1469 fermier de l'abbé d'Évron, vivait encore en 1474. Mari de Renée Mellet, il rachète le 8 juin 1468 pour une rente de 10 écus les droits qu'Etienne de la Saugère, (de Châtres-la-Forêt), avait sur Foulletorte, du chef de Jeanne d'Autheville, sa femme.
- Il maria Charles, son fils,  à Jeanne Nepveu, mineure, fille de Jean, seigneur de l'Aunay-Péan, et de Françoise de Macon, le 4 juin 1531, promettant de faire le retrait de la terre de Voutré sur le seigneur de Champiré d'Orvaux, mari d'Anne de Vassé[2].
- 1531 Charles de Vassé, mari de Jeanne ou Anastase Nepveu, rend aveu en 1541 à l'abbé d'Évron ; vit encore en 1554[3].
- 1570 Antoine de Vassé, chevalier de l'Ordre du roi, mari d'Esther Ponnet (?), se trouvait avec sa compagnie à Villaines-la-Juhel en 1571. Il ne survécut guère à la prise de son château en 1590.
- 1591 Annibal de Vassé, héritier sous bénéfice d'inventaire de son père, seigneur de Vaufleury et de Foulletorte[4],[5]
- 1619, 1656 Jacques de Vassé, gentilhomme ordinaire de la chambre du roi, mari d'Anne du Verger, fille de Charles du V. et de Geneviève Bausson[6].
- 1700 Pierre de Vassé, qui prit le titre de marquis de Saint-Georges, était seigneur de Vimarcé, de la Jarris, de Crevant, de Chassignole ; marié avant 1664 à Madeleine-Angélique de Crevant[7].
- 1709 L'abbé Louis-François de Vassé, fils de Jacques de Vassé et d'Anne du Verger, dernier du nom à Foulletorte, vend Foulletorte à l'abbé Hardy, conseiller au parlement de Paris.

### Famille Pinon
- 1711 L'abbé Hardy lègue le domaine à Paul-Louis Pinon d'Avor, maître des requêtes, fils d'Anne-Louis Pinon de Quincy, qui en eut la jouissance.
- Anne-Louis Pinon de Quincy, marquis de Saint-Georges, né le 22 avril 1720, emprisonné durant la Terreur, époux de Marie-Angélique-Julie Ferrand de Vernay, mourut le 27 décembre 1806[8].
- Son fils, Anne-Louis Pinon de Saint-Georges, né en 1774, émigré en 1791, vint habiter Foulletorte où il mourut en 1850, laissant de Marie-Alexandrine-Élisabeth Bigot de Morogues Marie-Louise-Nathalie (1805-1873), mariée en 1826 avec Armand de Malherbe.

### Famille de Malherbe
- En 1873, leur fils, Raymond de Malherbe, sénateur de l'Oise, hérite du château.
- Louis Paul Christian de Malherbe, comte de Malherbe (1853-1920)
- René de Malherbe (1881-1931), comte de Malherbe, aviateur
- Patrice de Malherbe (1918-1987)
- De nos jours, le château de Foulletorte appartient toujours à la famille de Malherbe, dont l’ainée de la famille est Florence Mollinger-de Malherbe (née en 1943), arrière-arrière-petite-fille de Raymond.

## Visites
Le château de Foulletorte étant privé, l'intérieur ne se visite pas. Visite extérieure uniquement : on peut s'avancer par l'allée jusqu'au pont qui précède la cour d'honneur, d'où l'on a une belle vue sur cette demeure.
Le site de 11 hectares a été inscrit par arrêté du 24 février 1943. Une fuie de 800 boulins s'élève dans une petite presqu'île.

## Sources et bibliographie
- « Château de Foulletorte », dans Alphonse-Victor Angot et Ferdinand Gaugain, Dictionnaire historique, topographique et biographique de la Mayenne, Laval, A. Goupil, 1900-1910 [détail des éditions] (BNF 34106789, présentation en ligne)
- Le patrimoine des communes de la Mayenne, Éditions Flohic, Paris 2002,  (ISBN 2-84234-135-X)